# Next Is the E (chanson)
Singles de Moby
Drop a Beat
(1992) I Feel It / Thousand
(1993)
Pistes de Moby
Electricity
(04) Mercy
(06)
Next Is the E est une chanson du musicien américain Moby, extraite comme troisième single de son album éponyme sorti en 1992. Elle est placée la même année 8e au classement américain Billboard Hot Dance Club Play. La chanson est utilisée comme bande sonore du film Cool World.

## Liste des morceaux
| 1. | Next Is the E (Edit)           | 4:34 |
| 2. | Next Is the E (Victory Mix)    | 5:45 |
| 3. | Next Is the E (Synthe Mix)     | 7:00 |
| 4. | Next Is The E (I Feel It)      | 5:59 |
| 5. | Thousand                       | 4:26 |
| 6. | Next Is The E (Cool World Mix) | 3:34 |

## Classements
| Charte (1992)                      | Meilleure position |
| ---------------------------------- | ------------------ |
| U.S. Billboard Hot Dance Club Play | 8                  |

## I Feel It / Thousand
Singles de Moby
Next Is the E
(1992) Move (You Make Me Feel So Good)
(1993)
I Feel It et Thousand sont deux morceaux du musicien américain Moby extraits comme quatrième single de son album éponyme sorti en 1992. Le morceau I Feel It est à la base un remix de Next Is the E de Moby qui était présent dans le CD Single. Elle est classée 38e au classement américain Billboard Hot Dance Club Play lors de l'année de sa sortie.
Le morceau Thousand a la particularité d'être présent dans le Livre Guinness des records comme morceau ayant le tempo en battements par minute le plus rapide jamais enregistré, 1000 BPM, d'où son titre, Thousand signifiant « mille » en anglais. Toutefois, des genres comme l'extratone peuvent présenter des tempos encore plus rapides.

### Clip
Pour le morceau I Feel It, un clip est réalisé.

### Liste des morceaux
| 1. | I Feel It (Next Is the E Remix) | 5:59 |
| 2. | Thousand                        | 4:26 |
| 3. | I Feel It (Contentious Mix)     | 6:02 |
| 4. | I Feel It (Synthe Mix)          | 7:00 |

Note : Le Synthe Mix est le même remix que pour Next Is the E.

### Classements
| Charte (1993)                      | Meilleure position |
| ---------------------------------- | ------------------ |
| U.S. Billboard Hot Dance Club Play | 38                 |